# 공포의 대저택
《공포의 대저택》(영어: The Innocents)은 1961년 개봉한 영국의 심리 공포 영화이다. 잭 클레이턴이 감독을 맡았으며, 헨리 제임스의 중편 소설 〈나사의 회전〉 이 원작이다.

## 출연진
- 데버라 커
- 마이클 레드그레이브
- 피터 윈가드
- 메그스 젱킨스
- 마틴 스티븐스
- 패멀라 프랭클린
- 클라이티 제섭
- 아일라 캐머런

## 기타 제작진
- 의상: 소피 더바인